# Самутін Петро Зотович
Петро́ Зо́тович Саму́тін (Саму́тин)  (1 серпня 1896 — 14 вересня 1982) — український військовий діяч, сотник, пізніше генерал-хоружний Армії УНР, дипломований майор польської армії, організатор УВВ.

## Біографія
Народився в селі Ташані на Полтавщині (нині Бориспільський район Київської області). Навчався у Полтавській агрономічній школі, а згодом у Петровсько-Розумовській гімназії в Москві за стипендією Полтавського земства.

### В Російській армії
У 1914 році, на початку Першої світової війни пішов добровольцем до російської армії. Закінчив у 1916 році Другу київську школу старшин, після чого був відправлений на Західний фронт до 24-го туркестанського полку. З 1917 року служив у 15-му Шліссельбурзькому полку 6-го армійського корпусу в ранзі поручника. Воював на російсько-німецькому фронті в Галичині. Під Конюхами на Тернопільщині поранений, лікувався в Києві та Полтаві. Після одужання повернувся до війська. В липні — вересні 1917 брав активну участь в українізації російського 6 армійського корпусу. Делегат 2-го і 3-го Всеукраїнських військових з'їздів, сприяв реалізації рішень цих з'їздів у військах.

### На службі Україні
1918 року за гетьманату закінчив Інструкторську школу старшин, служив у 2-му Волинському та 28-му Стародубському полках.
У добу Директорії УНР служив на посадах помічника командира полку та командира куреня, брав участь у боях із більшовиками та денікінцями.
1920 року разом з УНР відступає до Польщі. Взимку 1920 приєднався до 6-ї стрілецької Січової дивізії генерала Марка Безручка, яка формувалася у Бересті. Був командиром сотні, комендантом штабу дивізії. Брав участь у польсько-радянській війні (1920), зокрема, в наступі на Київ, відзначився в обороні Замостя, в якій 6-а стрілецька Січова дивізія зупинила наступ на Варшаву 1-ї кінної армії під керівництвом Семена Будьонного.
Був учасником польсько-українського параду на Хрещатику 9 травня 1920 року.
Внаслідок інтернування Армії УНР потрапив до Польщі. Перебував у таборі для інтернованих спочатку в Александруві-Куявському, а потім у Щипйорні.
В серпні 1921 року Петра Самутіна було нелегально вислано на Україну для підготовки антибільшовицького повстання під проводом Юрія Тютюнника, яке ввійшло в історію як Другий зимовий похід. Після двох років підпільної роботи в Україні повернувся до Польщі.
Під час перебування в таборі закінчив Каліські курси генерального штабу, отримавши звання старшини. Після курсів перебував у таборі для інтернованих, замість військової діяльності займаючись культурною, зокрема, брав участь у турне Європою хору бандуристів під керівництвом Дмитра Котка.

### В Польській армії
Після розформування таборів перейшов на службу до польської армії, де з 1928 — 1939 перебував на контрактовій службі. У 1931 — 1933 навчався у Вищій військовій школі у Варшаві, після закінчення якої отримав звання майора.
Учасник польської кампанії 1939 року в складі польської армії, обіймав посаду помічника начальнику штабу етапів армії Модлін у генерала Пшеджемірського. Взятий у полон біля Грубешева. Після звільнення з полону став служити в німецькій армії. Воював на Східному фронті з 1941 року.

### В еміграції
Після Другої світової війни проживав у Баварії, а 1954 року емігрував до США, спочатку до Баффало, а з 1965 року — до Балтимора. Діяв в українських громадських і комбатантських організаціях.
Уряд Української Народної Республіки в екзилі присвоїв йому звання генерал-хорунжого. Нагороджений низкою відзнак: Хрестом Симона Петлюри (1936), Воєнним хрестом (25 вересня 1960), Хрестом Відродження в пам'ять 60-ліття армії УНР (14 січня 1978)
Автор низки статей, присвячених історії визвольних змагань та історії збройних сил СРСР.
Помер 14 вересня 1982 року в Балтиморі, штат Меріленд, похований 18 вересня на українському православному цвинтарі в Саут-Баунд-Бруку, штат Нью-Джерсі.